# Forest Hills, North Carolina
Forest Hills är en ort i Jackson County i delstaten North Carolina, USA.